# Větrný mlýn (Štrampouch)
Větrný mlýn holandského typu (s otáčivou střechou s větrným kolem) se nachází v obci Štrampouch, okres Kutná Hora. Byl zapsán do Ústředního seznamu kulturních památek ČR. Větrný mlýn stojí v nadmořské výšce 335 m asi 600 m od středu obce Horní Štrampouch u domu č. p. 55.

## Historie
Mlýn byl postaven v období 1820–1822 pro holandského markýze Karla de Trasegnies, majitele panství Žáky zednickým mistrem Pavlem Krůlem. Větrný mlýn byl funkční do začátku 20. století, poslední záznam o jeho činnosti je z roku 1873. Od roku 1911 je uváděn jako zřícenina. V roce 1922 nový majitel odvezl části funkčního zařízení do vodního mlýna ve Žlebech. Ve mlýně se mlela mouka, vyráběly kroupy a lisoval olej.

## Popis
Větrný mlýn byla válcová zděná stavba na kruhovém půdorysu, zakončená kuželovou střechou. Stavební materiálem byl lomový kámen. V přízemní části jsou cihlové pasy. Ve zdi byla prolomena dvě protilehlá okna. Torzo stavby se tyčí do výše asi 5–6 m. K mlýnu je přistavěn obytný dům se sedlovou střechou. Podle dochovaných nákresů mlýn navrhl Ing. Walda. Půdorys mlýna měl být ve tvaru písmene T. Ke kruhové stavbě se měly symetricky přimykat tři přístavby. Podle údajů z roku 1873 mlýn měl jedno složení.